# Duansha
Duansha (kinesiska: 断杉, 断杉镇) är en köping i Kina. Den ligger i provinsen Guizhou, i den sydvästra delen av landet, omkring 91 kilometer söder om provinshuvudstaden Guiyang. Antalet invånare är 17122. Befolkningen består av 8 286 kvinnor och 8 836 män. Barn under 15 år utgör 28,0 %, vuxna 15-64 år 60 %, och äldre över 65 år 10,0 %.